# Świadkowie (film 2007)
Świadkowie (fr. Les témoins) – francuski dramat obyczajowy z 2007 roku w reżyserii André Téchinégo.

## Fabuła
Akcja rozgrywa się w roku 1984, kiedy to wirus HIV dotarł do Europy. Dwudziestoletni Manu przyjeżdża do Paryża w poszukiwaniu pracy i zamieszkuje u swojej siostry Julie. Chłopak lubi nocne życie i pewnego wieczoru poznaje Adriena, lekarza po pięćdziesiątce. Adrien jest gejem i Manu wdaje się z nim w przelotny romans.
Wkrótce Adrien przedstawia Manu swoim przyjaciołom i zabiera go w rejs jachtem po Morzu Śródziemnym wraz z policjantem Mahdim i pisarką Sarah – młodym, szczęśliwym małżeństwem. Okazuje się jednak, że w Mahdim, twardym inspektorze policji, ojcostwo rozwinęło zapędy tyrana. Sarah nie może się pogodzić z nową rolą i czuje, że macierzyństwo zagraża jej tożsamości – ucieka w pisanie, desperacko poszukując inspiracji.
Przyjazd Manu do Paryża oraz jego wtargnięcie w życie Julie, Adriena, Mehdiego i Sarah powoduje gwałtowne zmiany w ich życiu i wzajemnych relacjach, czym zmusza otaczających go ludzi do konfrontacji z ich prawdziwymi pragnieniami.

## Obsada
- Michel Blanc – Adrien
- Emmanuelle Béart – Sarah
- Sami Bouajila – Mehdi
- Julie Depardieu – Julie
- Johan Libéreau – Manu
- Constance Dollé – Sandra
- Lorenzo Balducci – Steve
- Raphaëline Goupilleau – matka Julie i Manu
- Bertrand Soulier – lekarz
- Jacques Nolot – właściciel hotelu
- Xavier Beauvois – wydawca
- Jean-Marie Besset – asystent w teatrze
- Maïa Simon – matka Sary
- Gilbert Désveaux – lekarz
- Alain Cauchi – szeryf
- David Barbas – kolega Mehdiego
- Satya Dusaugey – młodzieniec w parku
- Maria Blanchet – pielęgniarka

## Produkcja
Zdjęcia kręcono w Paryżu, w wiosce Couflens (departament Ariège), na plaży w La Ciotat (Delta Rodanu), w szpitalu w Garches (Hauts-de-Seine) oraz w operze w Créteil (Dolina Marny).